# Ronald Pognon
Ronald Pognon (Le Lamentin, 16 de novembro de 1982) é um velocista francês, campeão mundial de atletismo no revezamento 4x100 m em Helsinque 2005 junto com os compatriotas Ladji Doucouré, Eddy De Lépine e Lueyi Dovy. Ele também conquistou uma medalha de bronze olímpica no 4x100 m em Londres 2012.
Ele foi o primeiro francês a correr os 100 m rasos em menos de 10s, em 2005.